# Gimnastika na Poletnih olimpijskih igrah 1920
Gimnastika na Poletnih olimpijskih igrah 1920. Tekmovanja so potekala v štirih disciplinah za moške med 23. in 27. avgustom 1920 v Antwerpu, udeležilo se jih je 250 telovadcev iz enajstih držav.

## Dobitniki medalj
| Disciplina                 | Zlato | Srebro | Bron |
| Mnogoboj posamično         | Giorgio Zampori (ITA) | Marco Torrès (FRA) | Jean Gounot (FRA) |
| Mnogoboj ekipno            | Italija · Arnaldo Andreoli · Ettore Bellotto · Pietro Bianchi · Fernando Bonatti · Luigi Cambiaso · Luigi Contessi · Carlo Costigliolo · Luigi Costigliolo · Giuseppe Domenichelli · Roberto Ferrari · Carlo Fregosi · Romualdo Ghiglione · Ambrogio Levati · Francesco Loi · Vittorio Lucchetti · Luigi Maiocco · Ferdinando Mandrini · Lorenzo Mangiante · Antonio Marovelli · Michele Mastromarino · Giuseppe Paris · Manlio Pastorini · Ezio Roselli · Paolo Salvi · Giovanni Tubino · Giorgio Zampori · Angelo Zorzi | Belgija · Eugenius Auwerkerken · Théophile Bauer · François Claessens · Augustus Cootmans · Frans Gibens · Albert Haepers · Domien Jacob · Félicien Kempeneers · Jules Labéeu · Hubert Lafortune · Auguste Landrieu · Charles Lannie · Constant Loriot · Nicolaas Moerloos · Ferdinand Minnaert · Louis Stoop · Jean Van Guysse · Alphonse Van Mele · François Verboven · Jean Verboven · Julien Verdonck · Joseph Verstraeten · Georges Vivex · Julianus Wagemans                               | Francija · Georges Berger · Émile Bouchès · René Boulanger · Alfred Buyenne · Eugène Cordonnier · Léon Delsarte · Lucien Démanet · Paul Durin · Georges Duvant · Fernand Fauconnier · Arthur Hermann · Albert Hersoy · André Higelin · Auguste Hoël · Louis Kempe · Georges Lagouge · Paulin Lemaire · Ernest Lespinasse · Émile Martel · Jules Pirard · Eugène Pollet · Georges Thurnherr · Marco Torrès · François Walker · Julien Wartelle · Paul Wartelle |
| Ekipno po prostem sistemu  | Danska · Georg Albertsen · Rudolf Andersen · Viggo Dibbern · Aage Frandsen · Hugo Helsten · Harry Holm · Herold Jansson · Robert Johnsen · Christian Juhl · Vilhelm Lange · Svend Madsen · Peder Marcussen · Peder Møller · Niels Turin Nielsen · Steen Olsen · Christian Pedersen · Hans Rønne · Harry Sørensen · Christian Thomas · Knud Vermehren | Norveška · Alf Aanning · Karl Aas · Jørgen Andersen · Gustav Bayer · Jørgen Bjørnstad · Asbjørn Bodahl · Eilert Bøhm · Trygve Bøyesen · Ingolf Davidsen · Håkon Endreson · Jacob Erstad · Harald Færstad · Hermann Helgesen · Petter Hol · Otto Johannessen · John Anker Johansen · Torbjørn Kristoffersen · Henrik Nielsen · Jacob Opdahl · Arthur Rydstrøm · Frithjof Sælen · Bjørn Skjærpe · Wilhelm Steffensen · Olav Sundal · Reidar Tønsberg · Lauritz Wigand-Larsen                       | |
| Ekipno po švedskem sistemu | Švedska · Fausto Acke · Albert Andersson · Arvid Andersson-Holtman · Helge Bäckander · Bengt Bengtsson · Fabian Biörck · Erik Charpentier · Sture Ericsson-Ewréus · Konrad Granström · Helge Gustafsson · Åke Häger · Ture Hedman · Sven Johnson · Sven-Olof Jonsson · Karl Lindahl · Edmund Lindmark · Bengt Mohrberg · Frans Persson · Klas Särner · Curt Sjöberg · Gunnar Söderlindh · John Sörenson · Erik Svensén · Gösta Törner                                                                                     | Danska · Johannes Birk · Frede Hansen · Frederik Hansen · Kristian Hansen · Hans Jakobsen · Aage Jørgensen · Alfred Frøkjær Jørgensen · Alfred Ollerup Jørgensen · Arne Jørgensen · Knud Kirkeløkke · Jens Lambæk · Kristian Larsen · Kristian Madsen · Niels Erik Nielsen · Niels Kristian Nielsen · Dynes Pedersen · Hans Pedersen · Johannes Pedersen · Peter Dorf Pedersen · Rasmus Rasmussen · Hans Christian Sørensen · Hans Laurids Sørensen · Søren Sørensen · Georg Vest · Aage Walther | Belgija · Paul Arets · Léon Bronckaert · Léopold Clabots · Jean-Baptiste Claessens · Léon Darrien · Lucien Dehoux · Ernest Deleu · Émile Duboisson · Ernest Dureuil · Joseph Fiems · Marcel Hansen · Louis Henin · Omer Hoffman · Félix Logiest · Charles Maerschalck · René Paenhuijsen · Arnold Pierrot · René Pinchart · Gaspard Pirotte · Augustien Pluys · Léopold Son · Édouard Taeymans · Pierre Thiriar · Henri Verhavert                             |

## Medalje po državah
| Poz | Država   | Zlato | Srebro | Bron | Skupaj |
| 1   | Italija  | 2     | 0      | 0    | 2      |
| 2   | Danska   | 1     | 1      | 0    | 2      |
| 3   | Švedska  | 1     | 0      | 0    | 1      |
| 4   | Francija | 0     | 1      | 2    | 3      |
| 5   | Belgija  | 0     | 1      | 1    | 2      |
| 6   | Norveška | 0     | 1      | 0    | 1      |

## Zastopane države
| - Belgija (48) - Češkoslovaška (16) - Danska (45) - Egipt (2) - Francija (29) - Združeno kraljestvo (27) | - Italija (27) - Monako (2) - Norveška (26) - Švedska (24) - ZDA (4) |